# 陀羅尼集經
陀羅尼集經（梵語：Dhāraṇīsaṃgraha / Dhāraṇīmantrasaṃgraha）為密教经典，共十二卷，唐朝時中天竺高德沙門阿地瞿多於永徽四年（652）三月至五年（653）四月譯於長安慧日寺，有藏譯本。
本经主要内容为各种密教仪轨的辑录，分为五部：佛部、菩萨部、金刚部、天部、普集会坛法。

## 外部鏈接
http://ntireader.org/taisho/t0901_12.html （页面存档备份，存于）